# Ніколаус Певзнер
Ніколаус Певзнер (нім. Nikolaus Bernhard Leon Pevsner; 30 січня 1902, Лейпциг — 18 серпня 1983, Лондон) — німецький, а пізніше британський мистецтвознавець у галузі архітектури. Відомий своїм 46-томним архітектурним покажчиком «Будівлі Англії» (1951–74).

## Біографія
Ніколаус народився у Лейпцигу, Саксонія, у сім'ї російського єврея, що працював із хутром. Він відвідував школу Святого Фоми, а потім вивчав історію мистецтва в університетах Лейпцига, Мюнхена, Берліна та Франкфурта-на-Майні, отримавши ступінь доктора у 1924 році за вивчення купецьких будинків Лейпцига періоду бароко. У 1923 році одружився з Каролою (Лола) Курлбаум, дочкою відомого в Лейпцигу адвоката Альфреда Курлбаума. З 1924 по 1928 працював помічником власника Дрезденської галереї. У 1928 році Певзнер написав статтю про італійське бароко для «Handbuch der Kunstwissenschaft», багатотомної енциклопедії історії мистецтва Європи. У 1929–33 роки викладав спеціальний англомовний курс мистецтва й архітектури у Геттінгенському університеті.
На початку Певзнер схвалював економічну та культурну політику раннього режиму Гітлера. Проте через расові закони був змушений у 1933 році покинути викладання. Того ж року переїхав в Англію. Працював у Бірмінгемському університеті.
Лола Певзнер померла у 1963 році, а Ніколаус — двадцять років по тому в своєму будинку на Wildwood Terrace, Гампстед, Лондон, у жовтні 1983 року. Похований на кладовищі Святого Петра, що у Вілтширі. Його молодший син, Том, був продюсером і режисером, працював над декількома фільмами про Джеймса Бонда.

## Публікації
- «Pioneers of the Modern Movement» (Faber, 1936)
- «An Enquiry Into Industrial Art in England» (1937)
- «Academies of Art, Past and Present» (1940)
- «An Outline of European Architecture» (1943)
- «The Leaves Southwell» (King Penguin series), Penguin, 1945
- «Pioneers of Modern Design» (спочатку опубліковане як «Pioneers of the Modern Movement» у 1936; друге видання, New York: Museum of Modern Art, 1949; перероблене і частково переписане, Penguin Books, 1960)
- «The Buildings of England» серія (1951–74), наприклад,
  - «Surrey» (1962) (with Ian Nairn), Yale University Press, 2nd edition, revised and enlarged [Архівовано 7 листопада 2017 у Wayback Machine.] (1971), ISBN 978-0300096750
  - «The Buildings of England: Sussex» [Архівовано 9 квітня 2016 у Wayback Machine.] (1965) (with Ian Nairn), Yale University Press, ISBN 978-0-300-09677-4
- «The Englishness of English Art [Архівовано 6 липня 2016 у Wayback Machine.]» (1955, BBC Reith Lectures)
- «The Englishness of English art» (1956, друковане видання)
- «Christopher Wren, 1632—1723» (1960) (Видано як частину «Universe Architecture Series»)
- «The Sources of Modern Architecture and Design» (1968)
- «A History of Building Types» (1976)
- «Pevsner — The Complete Broadcast Talks» (Ashgate, 2014 — posthumous)